# Stade El Harti
Le Stade el-Harti (en arabe : ملعب الحارثي) est le stade historique de la ville de Marrakech au Maroc. Il est situé dans le secteur du Harti, à la limite des quartiers de Guéliz et de L'Hivernage. Il accueille principalement des matchs de football.
Le Stade el-Harti est le stade résident du club local du Kawkab de Marrakech. D'une capacité de 10 000 places, il accueille souvent, en plus des matchs du Kawkab, des matches de l'équipe nationale cadets du Maroc. Ce stade est doté d'une pelouse artificielle depuis le début de la saison 2008/2009.

## Histoire
Le stade est construit dans les années 1930 pour les deux clubs principaux de la ville, le SA Marrakech et l'AS Marrakech, à l'occasion de l'aménagement du secteur du Harti par les autorités. Il devient ensuite le stade qui accueille les matchs du Kawkab Athlétique Club de Marrakech depuis sa création. Dès décembre 2010, le KACM quitte son stade fétiche pour un nouveau stade, le Stade de Marrakech, dont la capacité est de 45 000 places.

## Rénovation
En septembre 2018, après des travaux de rénovation, le stade est officiellement rouvert. Cette opération qui a coûté 50 millions de dirhams a permis d'installer une pelouse naturelle de haute qualité, un nouveau système d'éclairage, et des nouveaux sièges dans les tribunes du stade.